# Prieuré Notre-Dame-des-Moutiers
Le  Prieuré Notre-Dame-des-Moutiers est le prieuré d'un ancien monastère, situé à Cagny, en France.

## Localisation
Cet ancien prieuré est situé dans le département français du Calvados, dans la commune de Cagny et en particulier au nord de cette dernière.

## Histoire
Ce prieuré date des XIe et XIIe siècles.
L’installation de moines de l'abbaye Saint-Martin de Troarn est la conséquence de dons importants réalisés par Guillaume de Sérans. Le fondateur se fait enterrer dans l’édifice après être rentré lui-même dans les ordres. Selon d'autres sources le fondateur du prieuré aurait été Hélie de Cagny en 1109 et organisé en 1173-1178.
Au XVIe, vers 1510 selon Gervais de La Rue, les moines s'installent à l'abbaye de Troarn et le prieuré devient alors un bénéfice en commende.
Le domaine est vendu comme Bien national pendant la Révolution française. Il sert à divers usages et au XIXe la chapelle sert en particulier d’écurie et de bucher. Il subit des dommages durant les combats de la bataille de Normandie, cependant aucune restauration ne semble avoir été entreprise à la suite de ces derniers.
L'édifice est inscrit au titre des monuments historiques depuis le 7 août 1974. 
La chapelle, datable du second tiers du XIIe, dont d’anciennes photographies montrent des élévations importantes, est en état de ruine avancée au début du XXIe siècle.

## Description
Le domaine était encore en relativement bon état au XIXe. Arcisse de Caumont évoque des « bâtiments assez considérables, mais peu intéressants, disposés en carré autour d’une cour, et d’une église romane encore assez bien conservée ».
L’état actuel de l’édifice ne permet guère d'autre description que celle d'Arcisse de Caumont.
Le chœur avait un chevet droit et la corniche possédait des modillons à figures. La porte principale ouverte dans le mur sud de la chapelle donnait sur la cour et est bordée d’archivoltes dont l’une à zigzag et était placée sur des colonnettes pourvues de chapiteaux.
Arcisse de Caumont évoque un porche en bois.
La nef était séparée du chœur par des colonnes avec chapiteaux.